# زبان سلتیبری

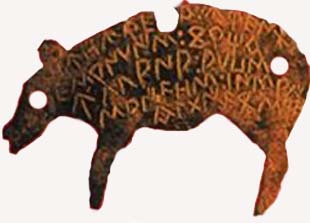
لوحه‌ای برنزی با خط سلتیبری که در سریا یافت شده‌است.

زبان سلتیبِری زبانی مرده از خانوادهٔ زبان‌های سلتی است که زمانی از سوی سلتیبرها در شبه‌جزیره ایبری بدان سخن گفته‌می‌شد. نوشته‌های چندی از این زبان مربوطه به سده‌های دوم و یکم پیش از میلاد و بیشتر به خط سلتیبری برجای مانده‌است. زبان سلتیبری از شاخه زبان‌های سلتیک قاره‌ای است. 